# 松原秀樹
松原 秀樹（まつばら ひでき、1961年11月2日 - ）は、かつてジャニーズ事務所に所属し、男性アイドルグループ・リトル・ギャング、ANKHの元メンバー。現在はベーシストとして活動している。

## ジャニーズ時代の参加ユニット
- リトル・リーブス
- リトル・ギャング
- ギャングス
- ANKH

## 概要
大阪府大阪市出身。1973年の大阪市立長居小学校6年生の時、大阪・よみうりテレビ『プリン・キャッシーのテレビ!テレビ!!』内の素人参加コーナー『パクパクコンテスト』（通称・パクコン）で、西城秀樹や山本リンダの振りマネで優勝。更にはグランドチャンピオン大会でも優勝し、初代グランドチャンピオンとなる。そしてその様子をテレビで観ていたジャニーズ事務所の社長・ジャニー喜多川によって1974年にスカウトされ、中学1年生の時に上京して芸能界入り（同コーナーでは、草川祐馬、川崎麻世などが後のグランドチャンピオンに輝いている）。
その後、曾我泰久らと、リトル・リーブス、リトル・ギャング、ギャングス、ANKHといったグループで活動。1984年より、バンド「ANKH（アンク）」のレコーディングで知り合った鷺巣詩郎の誘いで、スタジオワークを始める。
以降、高中正義・吉田拓郎・徳永英明・新田一郎・中島みゆき・大江千里・中西圭三・山本潤子・岩崎宏美・松任谷由実・尾崎亜美・塩谷哲・角松敏生・稲垣潤一・寺岡呼人・Lyrico（露崎春女）・槇原敬之・スガシカオ・ゆず・平原綾香・古内東子・柴田淳・葉加瀬太郎・井上堯之など、幅広いジャンルのアーティストのレコーディングやツアーサポートに参加。その他にも「C.C.King」「Battle Cry」などのバンドグループにも参加している。

## 主な出演作品

### バラエティー番組
- プリン・キャッシーのテレビ!テレビ!! 「パクパクコンテスト」（よみうりテレビ）
- とびだせ!パンポロリン
- おはよう!こどもショー
- ぎんざNOW!（TBS）
- 歌え!ヤンヤン!!（東京12チャンネル）

### テレビドラマ
- ゆうひが丘の総理大臣 （1978年、日本テレビ） - 前島正樹 役 ※第17話より出演[1]
- 3年B組金八先生第1シリーズ・第10話（1979年、TBS） - ディスコの少年 役（ゲスト出演）
- あさひが丘の大統領 第17話「ただ君に一眼逢いたい!」（1980年、日本テレビ）
- ただいま放課後（1980年、フジテレビ）　 - 松岡譲 役 ※第15話から出演
- 出逢い（1980年、TBS） - 俊夫 役

### ラジオ
- 田原俊彦　8時のでいと （1980年10月7日 - 1981年、ニッポン放送）
- ヤロメロジュニア出発進行! （1981年4月 - 1982年3月、水曜レギュラー、ラジオたんぱ）

### 雑誌
- Bass Magazine